# Francesco Damiani
Pour les articles homonymes, voir Damiani.
Francesco Damiani est un boxeur italien né le 4 octobre 1958 à Bagnacavallo.

## Carrière
Médaillé d'argent en 1984 aux Jeux de Los Angeles, il devient le 1er champion du monde poids lourds WBO le 6 mai 1989 en battant par KO à la 3e reprise le sud africain Johnny DuPlooy. Il perd sa ceinture le 11 janvier 1991 face à Ray Mercer.

## Parcours auxJeux olympiques
Jeux olympiques d'été de 1984 à Los Angeles (poids super-lourds) :
- Bat Willie Isangura (Tanzanie) par arrêt de l'arbitre au 2e round
- Bat Robert Wells (Grande-Bretagne) par arrêt de l'arbitre au 3e round
- Perd contre Tyrell Biggs (États-Unis) aux points 1 à 4